# Josephine Henning
Josephine Henning, född den 8 september 1989 i Trier, är en tysk före detta fotbollsspelare (försvarare) som representerade det tyska landslaget. Hon spelade under sin karriär bland annat för VfL Wolfsburg och Turbine Potsdam.

## Landslagskarriär
Henning gjorde sin debut i landslaget i en match mot Kanada den 15 september 2010. Henning var en del av det tyska landslaget under VM i Kanada år 2015. Hon fick speltid i matchen mot Thailand i gruppspelet.